# Josep Grau Gené
Josep Grau Gené (Reus, 1845 - 1928) va ser un llibreter català.

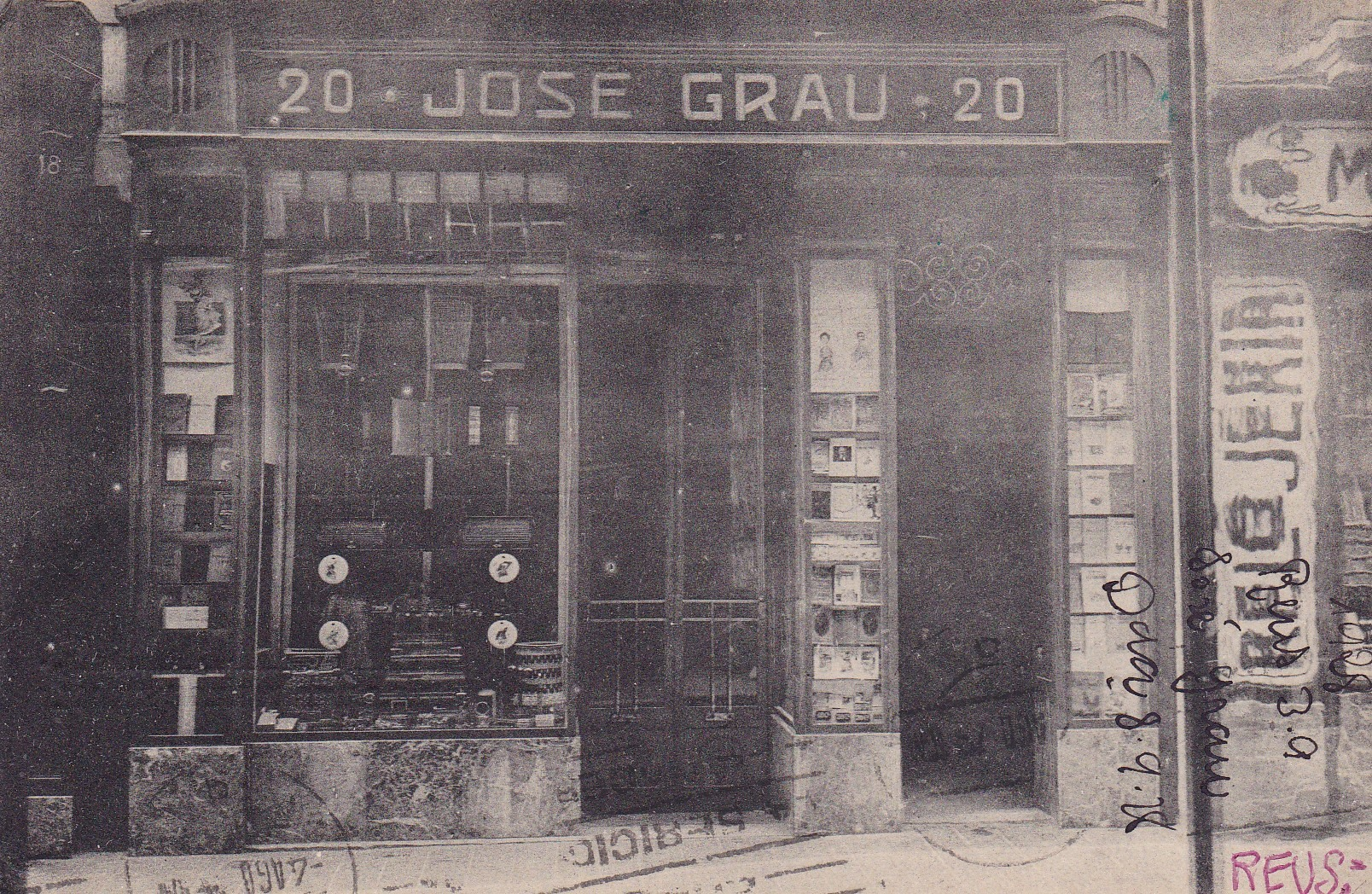
Imatge de la llibreria de Josep Grau Gené al carrer de Monterols

Fill de l'editor i llibreter Joan Grau i Vernis, Josep va treballar amb ell i amb el seu germà Joan a la botiga que tenien al carrer de la Fleca o del Metge Fortuny, on s'especialitzaven en romanços i petits llibrets de temàtica popular. El 1881, juntament amb el seu germà va obrir una botiga al carrer de Monterols número 20, que presentaven com a llibreria i centre de subscripcions, amb el nom de "Grau Hermanos". L'anunciaven com una llibreria muntada a l'estil de les de Barcelona, "tanto por el gusto de la tienda como por el género que en ella abunda". Tenien també una papereria molt ben assortida, com era costum en les llibreries de l'època, i feien enquadernacions i subscrivien a tota mena de diaris espanyols i estrangers.
Quan va morir Joan Grau i Vernis, a començaments de 1882, els dos germans es van enemistar per qüestions d'herència. El petit, Joan, es va quedar "La Fleca", la llibreria que havia fundat el seu pare, i el gran, Josep, va continuar amb la llibreria al carrer de Monterols, que va mantindre el nom de "Grau Hermanos" almenys fins al 1883. Després va passar a ser la Llibreria de Josep Grau, o simplement la Casa Grau, que va estar situada al mateix lloc durant 114 anys, fins al juliol de 1995, portada pels seus descendents. El 1894, Josep Grau va fer societat amb un tal Sardà, i la llibreria canvià de nom: "Sardà y Grau, libreros", i s'anunciava així: "En este establecimiento encontrarán toda clase de obras, libros de enseñanza, devocionarios y todo lo concerniente a la papeleria, però la societat es va desfer a finals de 1895. Va seguir tot sol la llibreria i la va convertir en la més important de Reus. Tenia una certa exclusivitat en la venda dels llibres de text de l'Institut de Segon Ensenyament i de diverses escoles de la ciutat, i una papereria molt complerta. El seu centre de subscripcions a la premsa, subministrava publicacions a molts particulars i a quasi totes les entitats polítiques i recreatives de la ciutat. La seva cèntrica situació la va fer un dels establiments més coneguts. Com que tenia bon ofici, el seu aparador presentava les últimes novetats editorials catalanes i espanyoles. Tenia també publicacions en francès. Josep Grau va seguir al front de la llibreria fins al 1926 i va morir el 1928.